# General Manuel J. Campos
General Manuel J. Campos är en ort i Argentina.   Den ligger i provinsen La Pampa, i den centrala delen av landet, 600 km sydväst om huvudstaden Buenos Aires. General Manuel J. Campos ligger 159 meter över havet och antalet invånare är 1 016.
Terrängen runt General Manuel J. Campos är platt. Runt General Manuel J. Campos är det mycket glesbefolkat, med 2 invånare per kvadratkilometer.. Närmaste större samhälle är Alpachiri, 19,0 km nordväst om General Manuel J. Campos.
Omgivningarna runt General Manuel J. Campos är i huvudsak ett öppet busklandskap.